# Park stanowy Custer

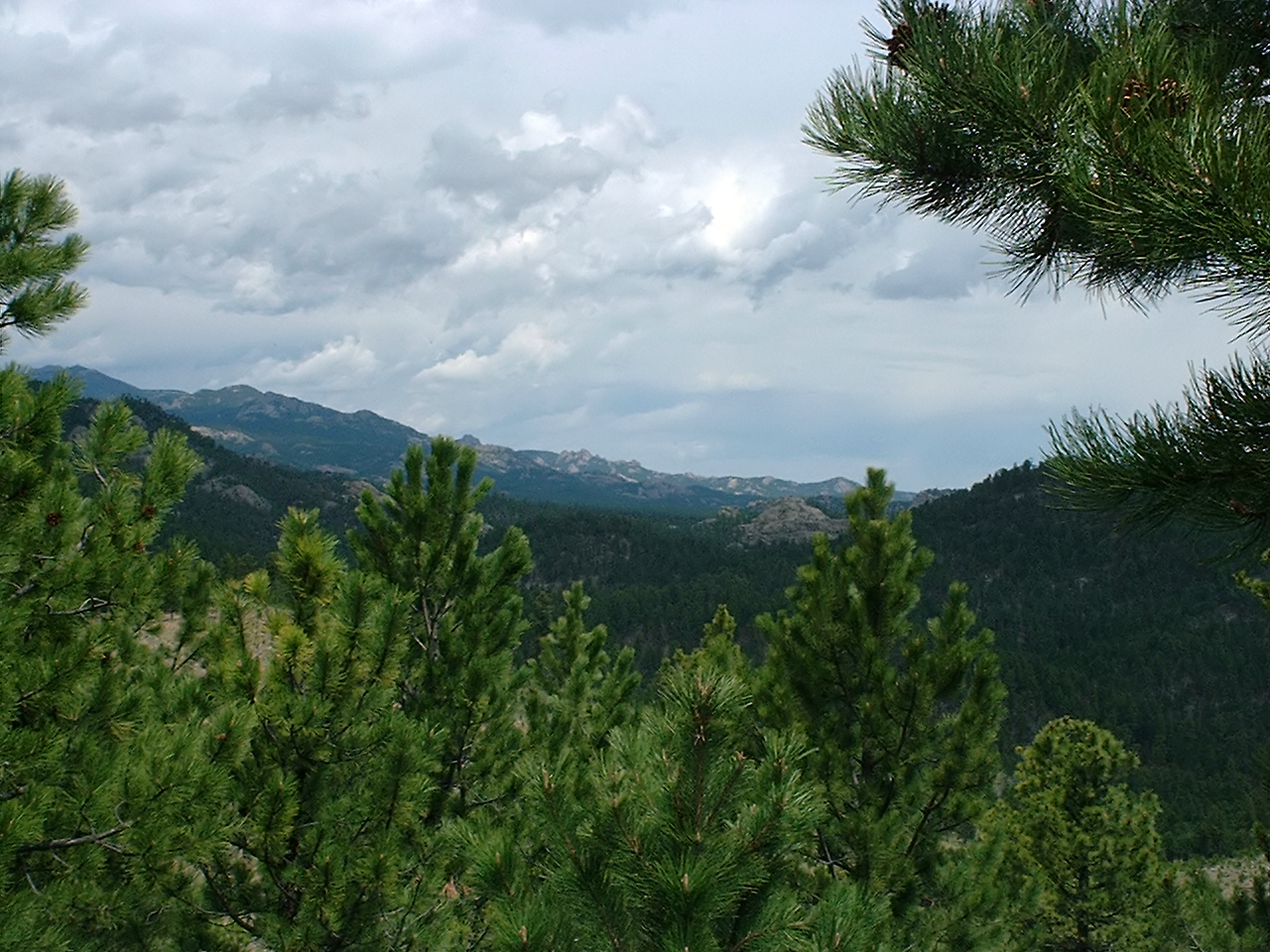
Park stanowy Custer w górach Black Hills w USA

Park stanowy Custer (ang. Custer State Park) to park stanowy położony w amerykańskim stanie Dakota Południowa, w górach Black Hills. Jest to największy i najstarszy park stanowy w Dakocie Południowej. Został ustanowiony w 1919, a jego powierzchnia wynosi 287 km². Nazwa parku pochodzi od nazwiska generała George'a Armstronga Custera.
W obrębie parku wytyczono liczne piesze szlaki turystyczne, w tym między innymi wiodący na mierzący 2207 m n.p.m. wierzchołek góry Harney Peak, będący najwyższym punktem w Dakocie Południowej. W parku żyją również liczne stada bizonów.
Przez park przebiega narodowa droga krajobrazowa Peter Norbeck Scenic Byway. W pobliżu znajdują się również inne atrakcje turystyczne, między innymi Mount Rushmore National Memorial i Pomnik Szalonego Konia (Crazy Horse Memorial).